# 将乐槭
将乐槭（学名：Acer laikuanii）为无患子科槭属的植物，为中国的特有植物。分布在中国大陆的福建等地，生长于海拔950米至1,000米的地区，多生在林中，目前已由人工引种栽培。

## 别名
来官槭（植物分类学报）